# Jill Biden
Jill Tracy Jacobs Biden (Hammonton, New Jersey, 3 juni 1951) is de echtgenote van de Amerikaanse president Joe Biden en was van 20 januari 2021 tot 20 januari 2025 first lady van de Verenigde Staten. Zij was van 2009 tot 2017 al de second lady toen haar echtgenoot de vicepresident was van de Verenigde Staten.

## Biografie
Jacobs is de oudste van vijf dochters van de bankier Donald C. Jacobs en Bonny Jean Jacobs. Ze werd geboren in Hammonton, New Jersey en groeide vervolgens op in Willow Grove. Ze studeerde eerst een jaar aan de Widener University en een jaar later stapte ze over naar de University of Delaware. Aldaar leerde ze Bill Stevenson kennen met wie ze op achttienjarige leeftijd trouwde. Het huwelijk met hem duurde vijf jaar. In 1975 leerde Jill Jacobs Joe Biden kennen, op dat moment senator voor de staat Delaware, weduwnaar en vader van twee zoons. Zij scheidde van haar echtgenoot en trouwde in 1977 met Joe Biden. Zij kregen samen een dochter: Ashley Biden. Jill Biden behaalde een MA in Engels aan de Villanova Universiteit in 1987 en in 2007 behaalde ze een doctoraat aan de Universiteit van Delaware. Na haar studie in de jaren zeventig doceerde Biden aan verschillende scholen, zowel aan een community college als aan een public high school. Tijdens het vicepresidentschap van haar man doceerde ze Engels aan het Northern Virginia Community College.
Sinds 1993 leidt zij een stichting - de Biden Breast Health Initiative - die zich ten doel stelt meisjes en jonge vrouwen voor te lichten over het belang van vroege diagnostiek van borstkanker. Als vrouw van de vicepresident bleef zij zich hiermee bezighouden alsmede met het promoten van community colleges en het vergroten van de bekendheid van het Amerikaanse publiek met de offers die worden gebracht door families die kinderen hebben die dienen in het Amerikaanse leger.
Jill Biden was in 2020 betrokken bij het proces voor het kiezen van een vicepresident voor haar man waarbij de keuze uiteindelijk viel op Kamala Harris. Ook speelde ze in de campagne een meer actieve rol dan in de vorige presidentiële campagnes van Joe Biden. Vanaf 20 januari 2021 was Jill Biden first lady. In tegenstelling tot alle voorgaande first lady's heeft Jill Biden ervoor gekozen haar betaalde baan te behouden gedurende het presidentschap van haar man.
- Bibsys: 1606126540480
- Bibliothèque nationale de France: cb180514239 (data)
- Gemeinsame Normdatei: 1162472073
- International Standard Name Identifier: 0000 0000 5094 9872
- Library of Congress Control Number: no2009011322
- Système universitaire de documentation: 265272769
- Semantic Scholar: 1396013847
- Virtual International Authority File: 24435361
- WorldCat: E39PBJpJbJX76V9bX6tHDCGmBP

Martha Washington ·
Abigail Adams ·
Martha Jefferson Randolph ·
Dolley Madison ·
Elizabeth Kortright Monroe ·
Louisa Adams ·
Emily Donelson ·
Sarah Yorke Jackson ·
Angelica Van Buren ·
Anna Harrison ·
Letitia Tyler ·
Priscilla Tyler ·
Julia Tyler ·
Sarah Polk ·
Margaret Taylor ·
Abigail Fillmore ·
Jane Pierce ·
Harriet Lane ·
Mary Lincoln ·
Eliza Johnson ·
Julia Grant ·
Lucy Hayes ·
Lucretia Garfield ·
Mary McElroy ·
Rose Cleveland ·
Frances Cleveland ·
Caroline Harrison ·
Mary Harrison McKee ·
Ida McKinley ·
Edith Roosevelt ·
Helen Taft ·
Ellen Wilson ·
Edith Wilson ·
Florence Harding ·
Grace Coolidge ·
Lou Hoover ·
Eleanor Roosevelt ·
Bess Truman ·
Mamie Eisenhower ·
Jacqueline Kennedy ·
Lady Bird Johnson ·
Pat Nixon ·
Betty Ford ·
Rosalynn Carter ·
Nancy Reagan ·
Barbara Bush ·
Hillary Clinton ·
Laura Bush ·
Michelle Obama ·
Melania Trump ·
Jill Biden ·
Melania Trump